# Conrad Weitbrecht

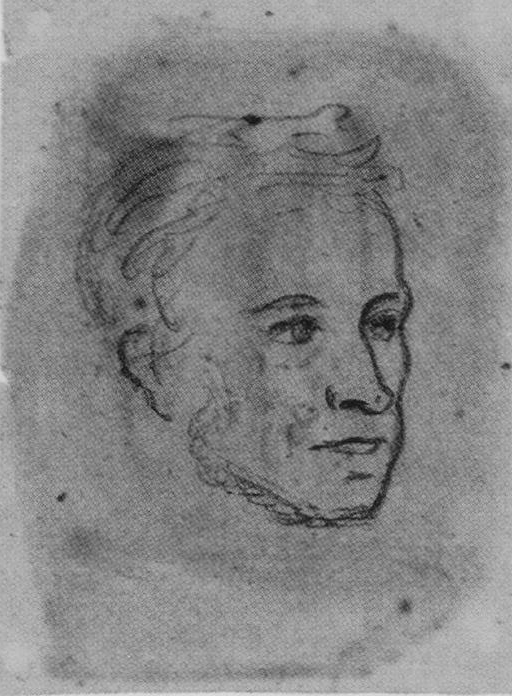
Conrad Weitbrecht, Selbstbildnis im Alter von etwa 24 Jahren

Conrad Weitbrecht (* 24. Mai 1796 in Ernsbach; † 15. Juli 1836 in Stuttgart) war ein deutscher Bildhauer und Zeichner des Spätklassizismus und Kunstprofessor in Stuttgart.
Sein plastisches Werk besteht ausschließlich aus Reliefs. Er schuf fünf Reliefzyklen, von denen nur sein Hauptwerk, der Vierjahreszeitenfries in Schloss Rosenstein in Stuttgart ausgeführt wurde, während die anderen als Stichfolgen veröffentlicht wurden. Für die Hüttenwerke in Wasseralfingen schuf er als stilistischer Neuerer ab 1818 eine Vielzahl von Entwürfen für den Eisenkunstguss.
Weitbrechts Reliefs und Zeichnungen zeichnen sich aus durch „dem Leben abgelauschte, volksnahe Inhalte“, die er „mit den Formidealen der klassizistischen Tradition“ verband. Sein Vorlagenwerk, die 1833 veröffentlichte „Ornamenten-Zeichnungs-Schule“ fand eine gute Aufnahme und weite Verbreitung.

## Leben

### Herkunft
Georg Conrad Weitbrecht wurde am 24. Mai 1796 in Ernsbach, heute ein Stadtteil von Forchtenberg im Hohenlohekreis im Kochertal, geboren. Er entstammte der Schorndorfer Linie der Weitbrecht-Familie. Sein Vater war der in bescheidenen Verhältnissen lebende Hutmachermeister Johann Konrad Weitbrecht (1756–1828), ein Sohn des Hutmachers Abraham Weitbrecht in Schorndorf.
Der Vater ließ sich in Güglingen nieder, wo er 1781 Marie Christine Elisabeth Kubach (1754–1812) heiratete, die Tochter des Sattlermeisters und Zollbeamten Johann Christoph Kubach. Um 1788 zogen die Eltern nach Ernsbach, wo ihr Sohn Conrad geboren wurde. 1810 zog die Familie in das 20 Kilometer entfernte Bonfeld um.

### Ausbildung
Als Knabe schnitt Weitbrecht aus den Filzabfällen seines Vaters Figuren, die das keimende Talent des Jungen erkennen ließen. Die Bonfelder Gutsherren wurden auf die Begabung des Jungen aufmerksam und ließen ihn zusammen mit ihren eigenen Söhnen unterrichten. Der Kunstsammler, Kunstmäzen und Schriftsteller Karl Friedrich Emich von Uexküll-Gyllenband, ein in kinderloser Ehe lebender Freund der Gutsfamilie, wurde ebenfalls auf den 14-jährigen Jungen aufmerksam. Er nahm ihn mit nach Stuttgart und ließ ihm dort eine bessere Schulbildung angedeihen. Da Conrad Weitbrecht Maler werden wollte, schickte Uexküll-Gyllenband ihn 1813 und 1814 auf die Privatkunstschule des Bildhauers Johann Heinrich Dannecker, wo er zeichnen und modellieren lernen sollte und sich mit den Mitschülern Wilhelm Gangloff, der bereits 1814 starb, und dem englisch-italienischen Maler Trajano Wallis aus Florenz befreundete. Das Kopieren von Gipsmodellen befriedigte ihn und seinen Freund Gangloff jedoch auf Dauer nicht. Zur Ausbildung in der Malerei sandte Uexküll-Gyllenband seinen Schützling 1815/1816 auf die Kunstakademie in Mailand und 1816/1817 auf die Kunstakademie in Florenz. Seine dort geschaffenen Arbeiten fanden jedoch wenig Anklang, und er musste erkennen, dass seine Begabung nicht im Feld der Malerei lag.

### Berufsleben

#### Bruckmann
Nach seiner Rückkehr aus Italien fand Weitbrecht um die Jahreswende 1817/1818 eine Anstellung als Ziseleur bei der Silberwarenfabrik Peter Bruckmann & Söhne in Heilbronn. Der künstlerisch gebildete Peter Bruckmann wollte die branchenüblichen Formen des Zopfstils durch antike Formen ersetzen, und dazu war ihm der ebenfalls künstlerisch gebildete Weitbrecht willkommen. Weitbrecht erlernte schnell die Technik des Gravierens, jedoch können ihm keine einzelnen Werke der Fabrik zugeordnet werden, da diese nicht namentlich bezeichnet wurden.
In seiner Freizeit fertigte der kinder- und menschenfreundliche Künstler zahlreiche Genrezeichnungen an, wozu ihm als Modell die Bruckmannsche Familie und ihre Kinder dienten. Er konnte darin seiner Beobachtungslust freien Lauf lassen und musste sich bei der Ausführung keinem strengen Stilzwang unterordnen. An seinen plastisch empfundenen Umrisszeichnungen lässt sich die Verwandlung des Künstlers vom Maler zum Reliefbildhauer ablesen. Die Genrezeichnungen nach Bruckmannschen Familienszenen bildeten die Grundlage des nicht realisierten Reliefzyklus „Die Hausfrau“, der posthum in einer lithographischen Sammelmappe 1838 erschien. Außerdem begann er in dieser Zeit den Zyklus „Die Straße“.

#### Wasseralfingen
Ende 1823 wurde Weitbrecht als Modelleur in den Wasseralfinger Hüttenwerken bei freier Wohnung und Atelier im Schloss Wasseralfingen angestellt. Während seines Probejahrs schuf er eine beeindruckende Anzahl von Zeichnungen und Modellen. Daneben betrieb er eine Zeichenschule für Formerlehrlinge. Nach dem Probejahr ernannte ihn 1825 König Wilhelm zum Inspektor der Formerei im Rang eines Bauinspektors.
Seine Hauptaufgabe in den Hüttenwerken bestand darin, den Eisenkunstguss zu erneuern und den veralteten Zopfstil durch eine klassische Formensprache zu ersetzen. Er schuf ein umfangreiches Repertoire von  Eisengussmodellen für Ofenplatten, Uhrgehäuse, Ziervasen, Kandelaber und andere kunstgewerbliche Gegenstände, wobei er sich klassischer Ornamente bediente und Genreszenen aus dem Alltag der einfachen Bevölkerung mit einflocht. Nebenbei entstand der Zyklus „Wasseralfinger Studien über die Arbeit im Berg- und Hüttenwerk Wasseralfingen“.

#### Vierjahreszeitenfries und Italienreise
1825 erteilte ihm König Wilhelm den Auftrag, für das im Bau befindliche Schloss Rosenstein einen Relieffries zu dem Thema „Das Landleben im Lauf der Jahreszeiten“ zu schaffen. Von 1826 bis 1828 schuf Weitbrecht 38 Einzelszenen für den 65 Meter langen Gipsfries. Der Vierjahreszeitenfries gilt als sein Hauptwerk und wurde als einziger seiner fünf Reliefzyklen realisiert und als Grafikmappe mit 70 Einzelszenen gedruckt.
In Anerkennung seiner Verdienste gewährte ihm König Wilhelm ein Stipendium für eine Studienreise nach Italien. Außer seiner jährlichen Besoldung von 800 Gulden erhielt er einen Reisezuschuss von 1000 Gulden. Er brach im August 1828 mit seiner Frau und seinem Adoptivsohn Konrad Deschner nach Italien auf. In Florenz, in Neapel und vor allem in Rom fertigte er Skizzen von antiken Kunstwerken an und erstellte in Rom in der Werkstatt des Bildhauers Bertel Thorvaldsen seine beiden ersten Marmorreliefs. Nach der lang ersehnten Geburt eines Sohnes am 23. März 1829 musste die geplante Rückreise wegen dessen schwächlicher Gesundheit zweimal verschoben werden, so dass sich Weitbrechts Aufenthalt mit Genehmigung des Königs von einem Jahr auf anderthalb Jahre verlängerte. Sein Reisezuschuss wurde vom König nach den beiden Verlängerungen des Aufenthalts um je 700 Gulden aufgestockt.

#### Lehrer und Professor
Nach seiner Rückkehr aus Italien erhielt Weitbrecht im November 1830 eine Anstellung als Lehrer für Zeichnungs- und Modellierunterricht an der Stuttgarter Kunstschule mit einem Gehalt von 1400 Gulden. Er verlegte seinen Wohnsitz nach Stuttgart in die Friedrichstraße 2, behielt aber seine Funktionen in Wasseralfingen bei. 1832 wurde er als 2. Hauptlehrer an die Stuttgarter Gewerbeschule, das spätere Polytechnikum, für den Zeichenunterricht im Ornamentfach berufen und zum Professor ernannt. Da acht seiner Schüler später selbst Unterricht erteilten, erhielt er den Titel „Stammvater (des) gesamten württernbergischen kunstgewerblichen Unterrichts“. 1833 veröffentlichte er auf der Grundlage seiner italienischen Skizzen und eigener Entwürfe eine „Ornamenten-Zeichnungs-Schule in 100 Blättern für Künstler, Manufakturisten und Gewerbsleute“, die eine gute Aufnahme und weite Verbreitung erfuhr.

## Familie

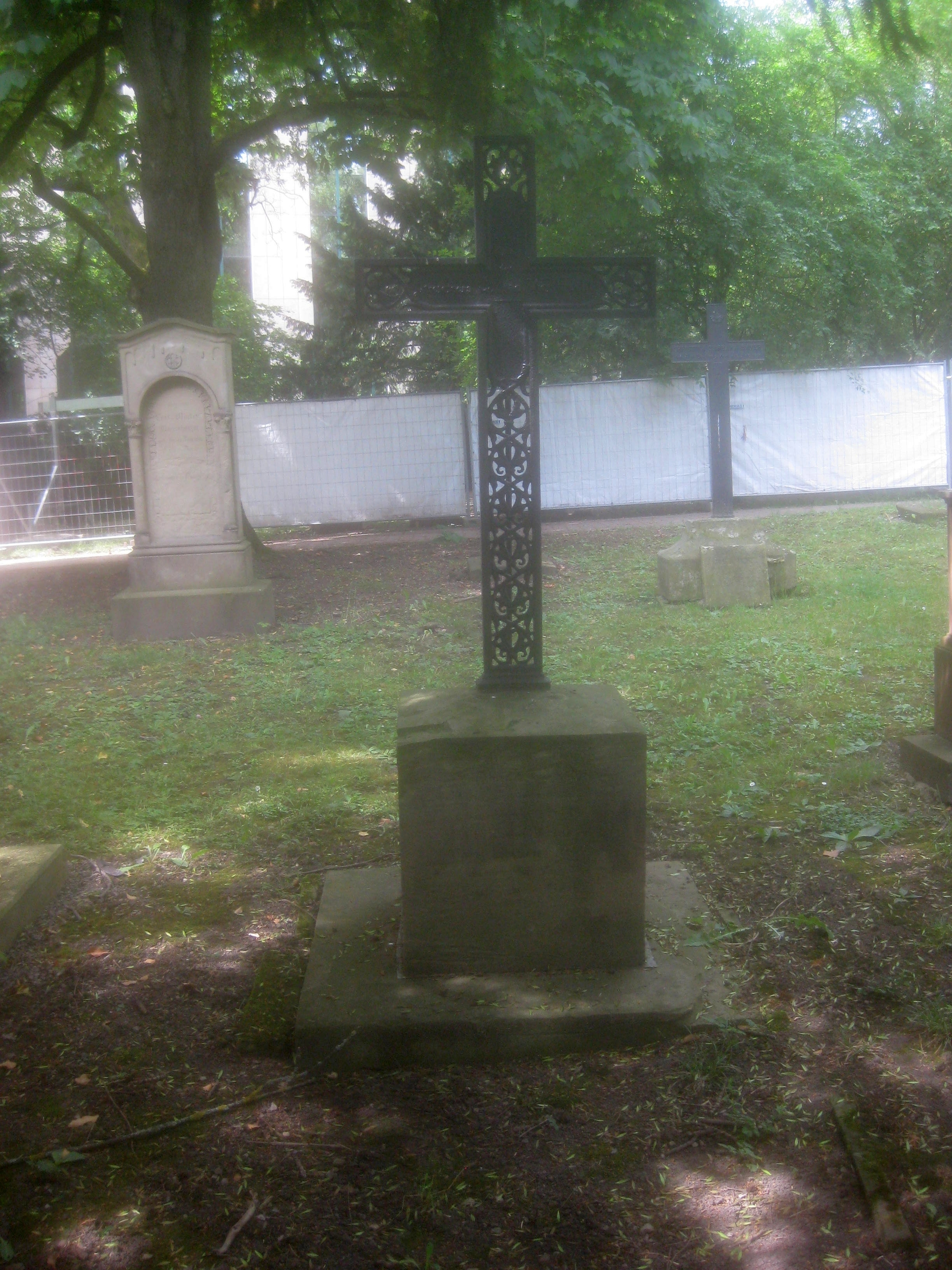
Grabmal von Conrad Weitbrecht

Conrad Weitbrecht heiratete im Alter von 24 Jahren 1821 die gleichaltrige, mittellose Anna Maria („Marie“) Zimmermann aus Fulda (1796–1877), die Tochter eines Hofchirurgen. 1826 starb Weitbrechts Schwester Christina Sophia Deschner geb. Weitbrecht, die mit dem Schneider Christoph Deschner verheiratet war.  Die bis dahin kinderlos gebliebenen Weitbrechts adoptierten den halbverwaisten Sohn Konrad Deschner (1823–1863), der später Zeichenlehrer in Heilbronn wurde und eine Sammlung elementarer Zeichenvorlagen herausgab.
Während eines Studienaufhalts in Rom kam 1829 Weitbrechts Frau nach siebenjähriger Wartezeit
mit einem Sohn nieder, den die Eltern auf den Namen Felix Bernhard Weitbrecht (1829–1858) tauften. Felix Bernhard Weitbrecht wurde Rechtsanwalt, starb aber noch vor seinem dreißigsten Lebensjahr.
Conrad Weitbrecht starb am 15. Juli 1836 an einem Lungenleiden im Alter von nur 40 Jahren in Stuttgart und wurde auf dem Hoppenlaufriedhof begraben. Seine Frau Marie heiratete in zweiter Ehe den Oberbaurat Friedrich Bernhard Adam Groß (1783–1861). Sie starb 1877 und wurde ebenfalls auf dem Hoppenlaufriedhof begraben.

## Werk
| → Spaltensortierung |
| - Eine Spalte sortieren: das Symbol im Spaltenkopf anklicken. - Nach einer weiteren Spalte sortieren: Umschalttaste gedrückt halten und das Symbol anklicken. |

### Reliefzyklen
| Bild | Jahr      | Werk |
| ---- | --------- | --- |
|      | 1820–1830 | Die Straße. Zeichnungen, Vorlagen für einen nicht realisierten Relieffries. Abbildung: Zwei Steinklopfer und vierspännige Postkutsche.                                                                |
|      | 1823–1832 | Wasseralfinger Studien über die Arbeit im Berg- und Hüttenwerk Wasseralfingen. 46 Zeichnungen, Vorlagen für einen nicht realisierten Relieffries. Abbildung: Werkstätte des Ziseleurs.                |
|      | 1826–1828 | Die vier Jahreszeiten. Gipsrelieffries aus 38 Einzelszenen in Schloss Rosensteinin Stuttgart. Der zugrundeliegende Grafikzyklus #Weitbrecht 1850 enthält 70 Reliefvorlagen. Abbildung: Traubentreten. |
|      | 1830–?    | Der Dorfbrand (Das Lied von der Glocke). 18 Zeichnungen, Vorlagen für einen nicht realisierten Relieffries. Abbildung: Sturmläuten und Rettung der Familie.                                           |
|      | bis 1836  | Die Hausfrau. 17 Zeichnungen, Vorlagen für einen nicht realisierten Relieffries. Abbildung: Morgengebet.                                                                                              |

### Einzelreliefs
| Bild      | Jahr      | Werk |
| --------- | --------- | --- |
| Abbildung | 1820      | Mutter und Kinder, Gipsrelief, Staatsgalerie Stuttgart. |
| Abbildung | 1828–1829 | Ein Knabe läßt sich einen Dorn ausziehen, Marmorrelief, Staatsgalerie Stuttgart.                                                                            |
|           | 1829      | Ein Mädchen reicht einem blinden Greis einen Krug, Marmorrelief, Staatsgalerie Stuttgart.                                                                   |
| Abbildung | 1830~     | Lernender Knabe, Marmorrelief, Staatsgalerie Stuttgart. |
|           | 1840      | Tafel des neuen Testaments, Lithographie von Eberhard Emminger nach einer Zeichnung von Conrad Weitbrecht.                                                  |
|           | 1842      | Christus schwebend von den Gläubigen angebetet, Lithographie von Eberhard Emminger nach einer Zeichnung von Conrad Weitbrecht für ein Elfenbeinschnitzwerk. |

### Eisenguss
Siehe auch: #Bieg 1996, Seite 11–16, #Hellwag 1913, #Schaller 1912, #Wintterlin 1896.2, Seite 343–344.

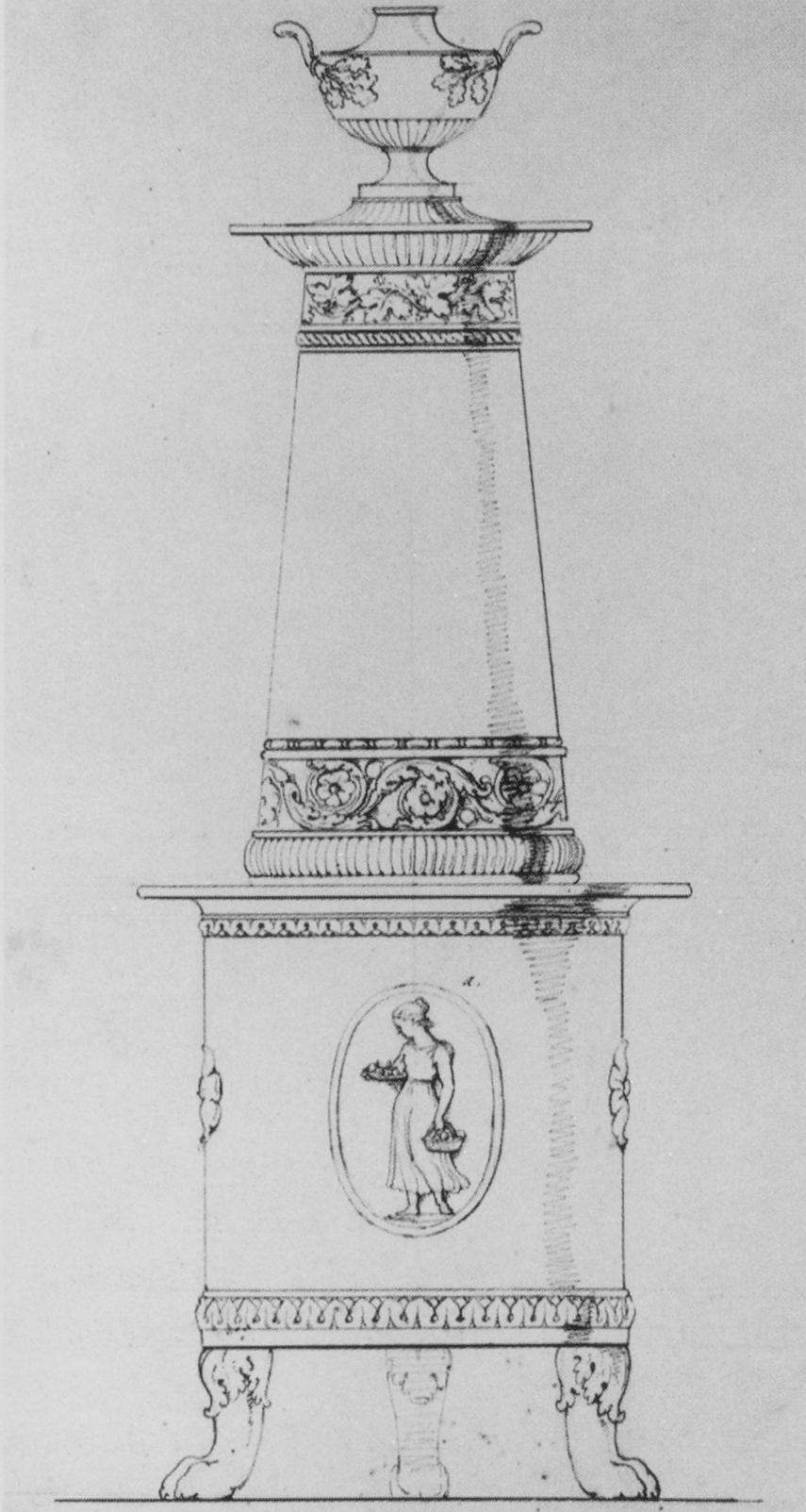
Aufsatzofen.
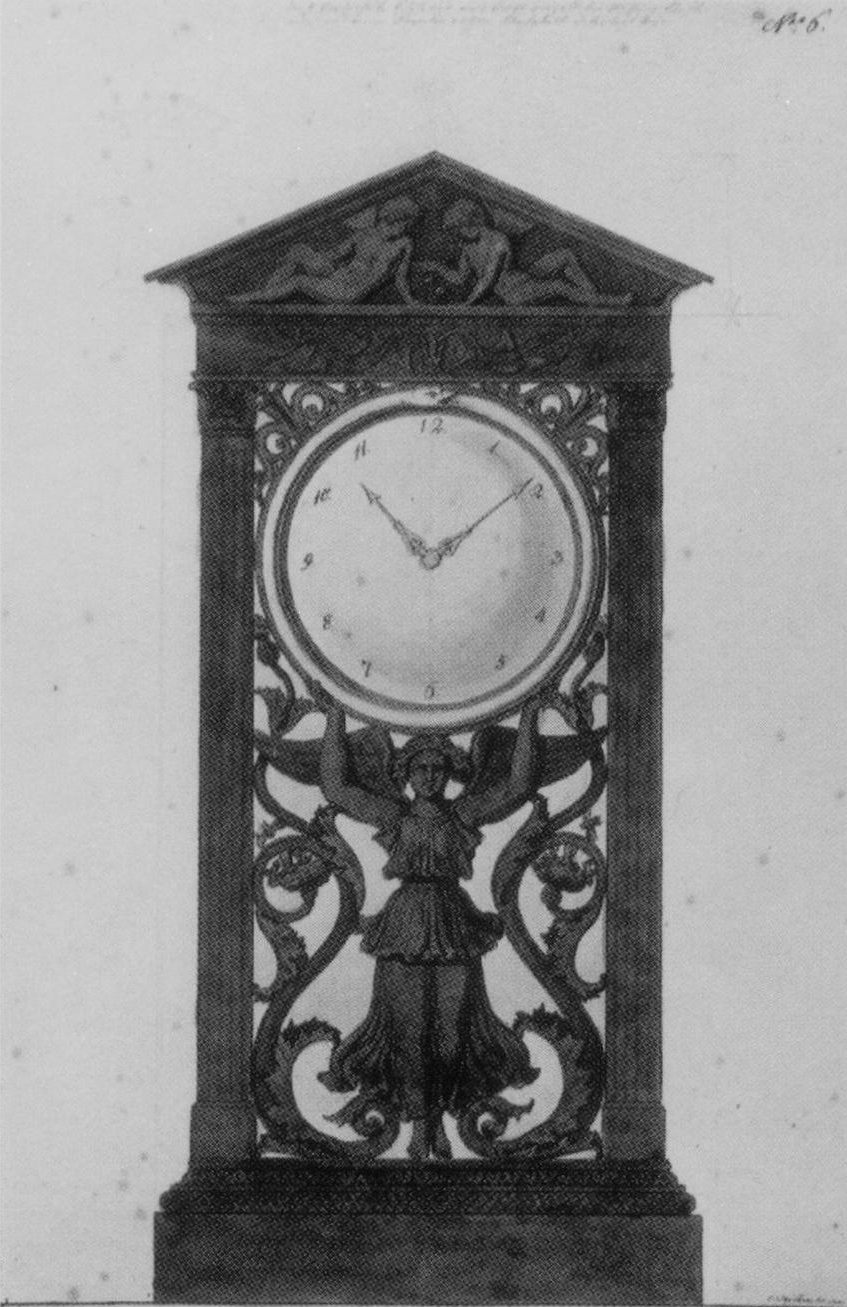
Uhrgehäuse.
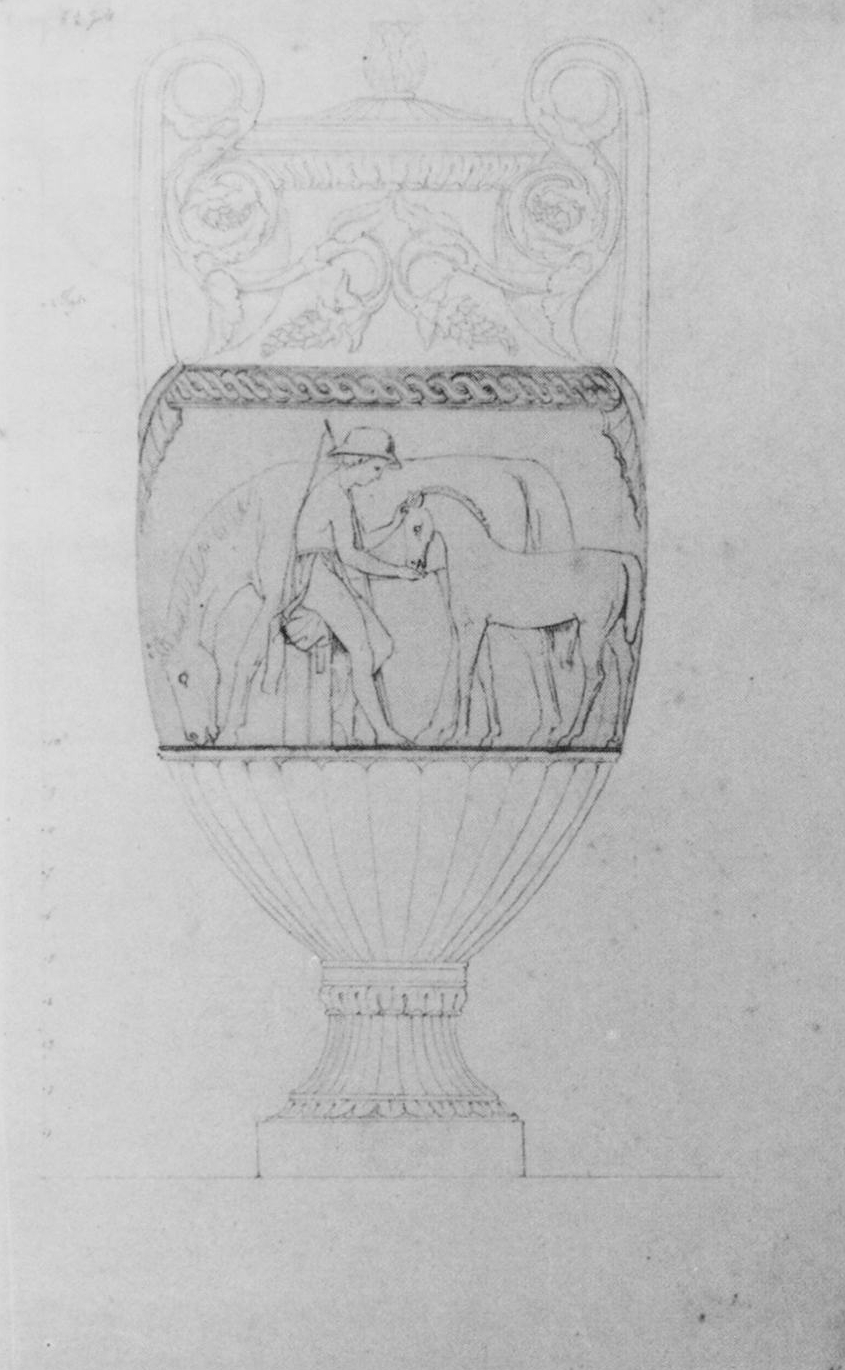
Ziervase.
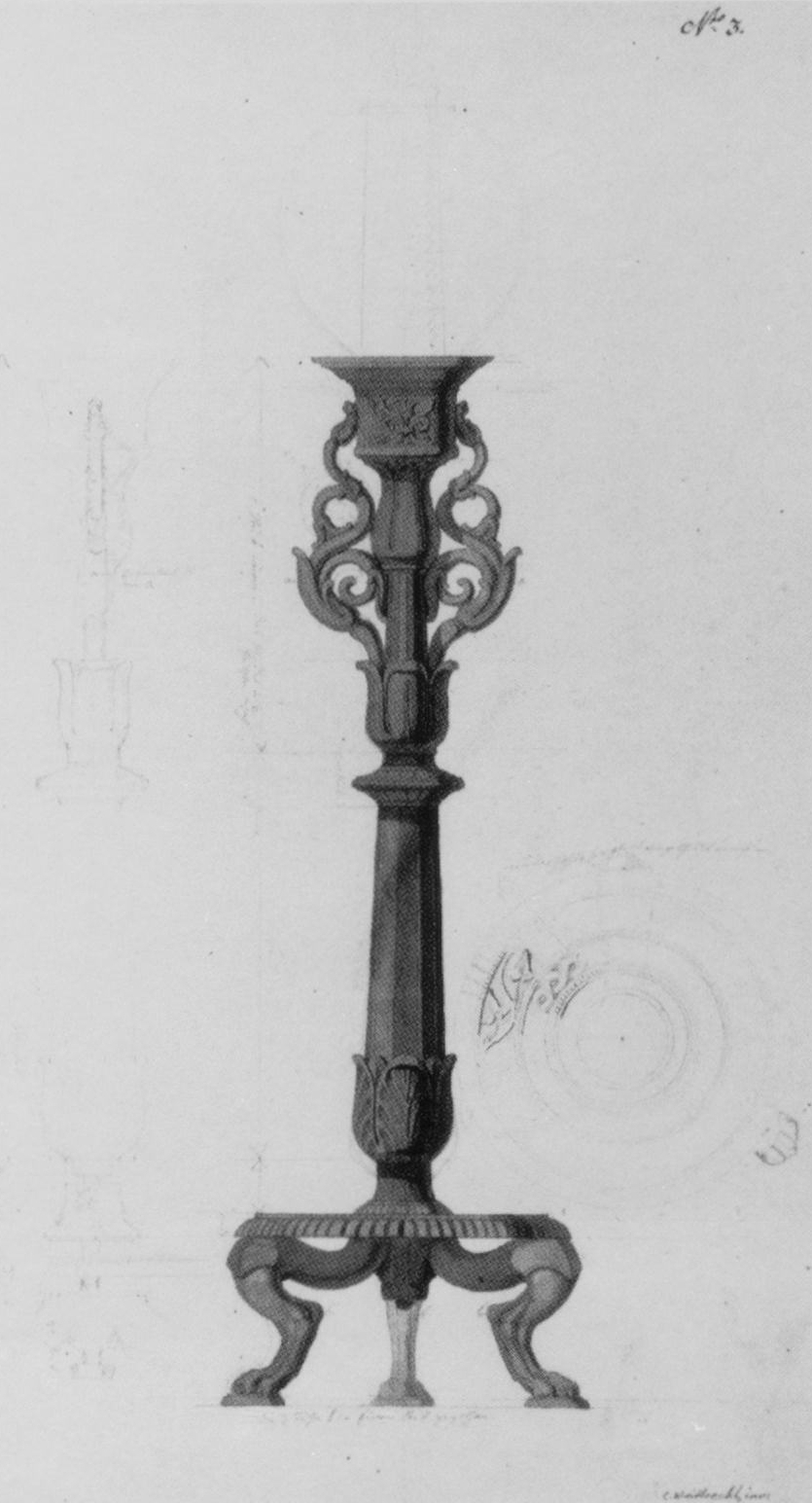
Kandelaber.

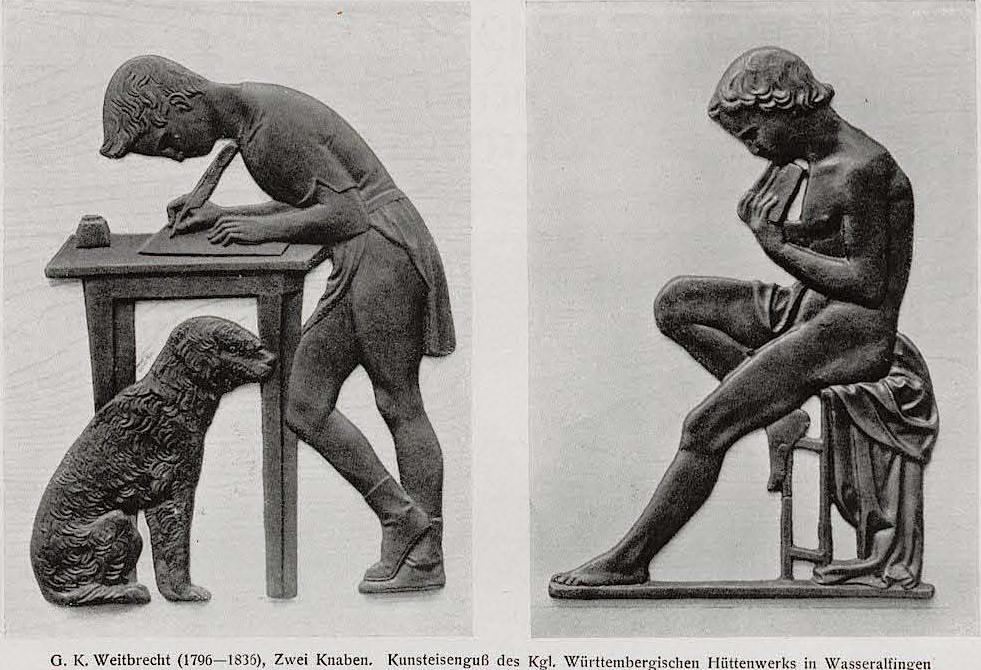
Durchbrochenes Relief.
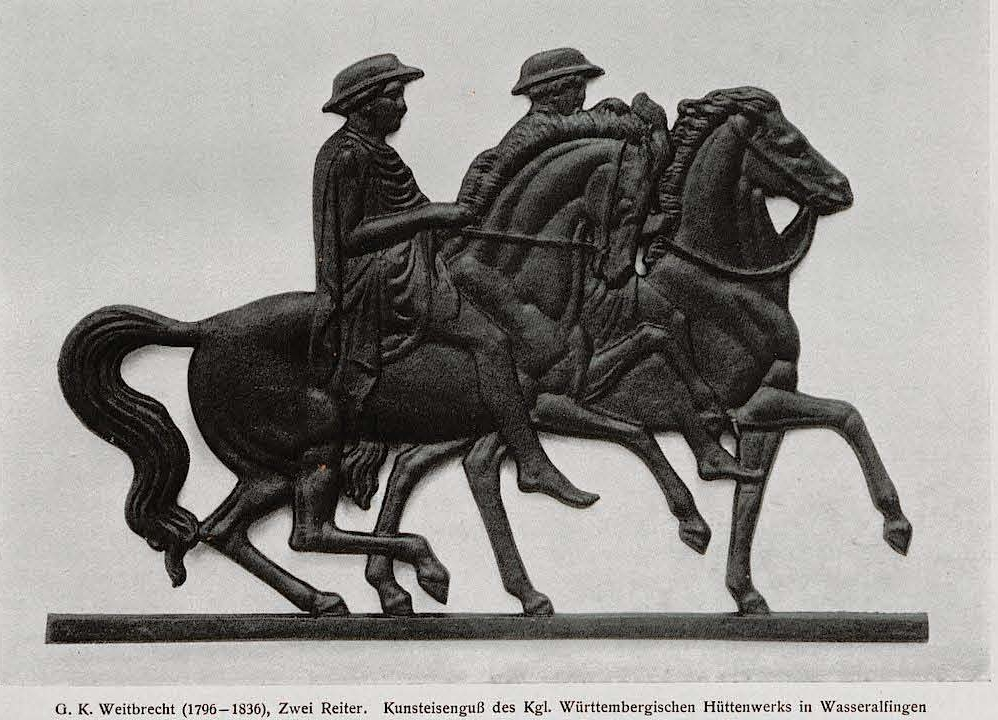
Durchbrochenes Relief.

## Rezeption
In seiner kurzen Lebenszeit schuf Conrad Weitbrecht fünf Reliefzyklen, zahlreiche Eisengussentwürfe für die Wasseralfinger Hüttenwerke und eine Vielzahl von zeichnerischen Einzelwerken. Heute ist er fast unbekannt, ein Schicksal, das er mit vielen anderen württembergischen Künstlern teilt.
Sein Hauptwerk, der Vierjahreszeitenfries in Schloss Rosenstein, wurde als einziger seiner Reliefzyklen realisiert. Christian von Holst, Direktor der Staatsgalerie Stuttgart von 1994 bis 2006, widmete Weitbrecht 1993 in dem Ausstellungskatalog „Schwäbischer Klassizismus zwischen Ideal und Wirklichkeit“ immerhin acht Seiten und bemerkte: „Hervorzuheben ist der zu wenig bekannte Konrad Weitbrecht, der seit Mitte der 1820er Jahre den Jahreszeitenfries in Schloß Rosenstein ausführte.“ Da der Fries in großer Höhe angebracht ist, können die Besucher des Schlosses mit unbewaffnetem Auge kaum Details des Frieses erkennen. In einer Sonderausstellung im Naturkundemuseum Schloss Rosenstein wurde 2009/2010 in der Säulenhalle des Schlosses ein originalgroßer, begehbarer Nachbau von Charles Darwins Forschungsschiff „Beagle“ aufgestellt. Die Besucher der Ausstellung konnten daher vorübergehend vom Deck des Schiffes aus den Fries fast auf Augenhöhe betrachten.
Ein Brief, den Weitbrecht während seines Studienaufenthalts in Rom 1829 an einen Freund schrieb, enthielt sein künstlerisches Credo:
„Mein Basrelief in Marmor ist angekommen und der König soll Freude daran haben. Ich habe nun ein zweites zu meiseln unternommen und ein drittes modelliert. Kleine Gegenstände aus dem Leben. Das immerwährende Dreschen auf mythologischem Boden kann man hier recht satt bekommen. Die Gegenstände aus der Bibel sind am Ende doch nur für Kirchen recht. Es haben zu allen Zeiten ehedem die Künstler für ihre Zeit [Themen] bearbeitet – die Alten ihre Mythen und Volkstaten – im Mittelalter für die Kirche – und weil sie dies taten, sind sie verstanden und beschäftigt worden – daß die meisten lieber etwas haben, was ihnen näher liegt, beweiset das Aufkommen der sogenannten Genre-Malerei – und es ist auch nicht übel zu nehmen, denn außer den Herren Gelehrten ist nicht jeder so in die Mythologie eingedrungen, daß er ein Basrelief oder Statue, die solchen Inhalts ist, verstehe und davon angesprochen werde.“
Seine Hinwendung zu volkstümlichen Motiven in seinen Eisengussentwürfen und in seinen Reliefzyklen begründete Weitbrechts Ruf, „seine Kunst, dem Leben abgelauschte, volksnahe Inhalte mit den Formidealen der klassizistischen Tradition zu vereinigen und seine Geschöpfe auf unpathetische Weise auszuzeichnen mit der Anmut biedermeierlicher Poesie oder mit der Würde einer maßvollen Idealität.“ Die Bildfolgen seiner Zyklen erinnern an moderne Comics oder Storyboards, lange bevor diese bekannt wurden.
Die Staatsgalerie Stuttgart besitzt 4 Reliefs und etwa 1000 Zeichnungsblätter von Weitbrecht, die nicht ausgestellt sind. Das Landesmuseum Württemberg in Stuttgart besitzt mindestens 4 Reliefs von Weitbrecht. 1877 veranstaltete der Württembergische Kunstgewerbe-Verein eine Weitbrecht-Retrospektive, die „Ausstellung der hinterlassenen Werke von Professor Conrad Weitbrecht in den Sälen des Königsbaus“. In den über 140 Jahren danach fand keine Einzelausstellung zur umfassenden Würdigung des großen württembergischen Künstlers mehr statt.

## Ehrungen
- 1830: Ernennung zum Professor.
- 1896: Conrad Weitbrechts Porträtrelief ziert als eines von 20 Porträts prominenter Württemberger das Landesgewerbemuseum Stuttgart (Porträtmedaillon Nummer 12).
- Nach Conrad Weitbrecht wurde die Weitbrechtschule in Wasseralfingen benannt.

## Museen
- Stuttgart, Landesmuseum Württemberg, mindestens 4 Reliefs von Weitbrecht.[25]
- Stuttgart, Staatsgalerie, 4 Reliefs und etwa 1000 Zeichnungsblätter von Weitbrecht.[26]

## Schriften
- Conrad Weitbrecht: [Briefe aus Rom, 1828–1829]. In: #Bieg 1996, Seite 17–43.
- Conrad Weitbrecht: Ornamenten-Zeichnungs-Schule in 100 Blättern für Künstler, Manufakturisten und Gewerbsleute. Gezeichnet und herausgegeben von Bildhauer Conrad Weitbrecht, Modelleur für die Königlich Württembergische Eisengiesserei, und Professor im Ornamentenfache bei der Königlichen Gewerbeschule in Stuttgart. Stuttgart : Schweizerbart, 1833. Weitere Auflagen: 1853 und 1878.[27]

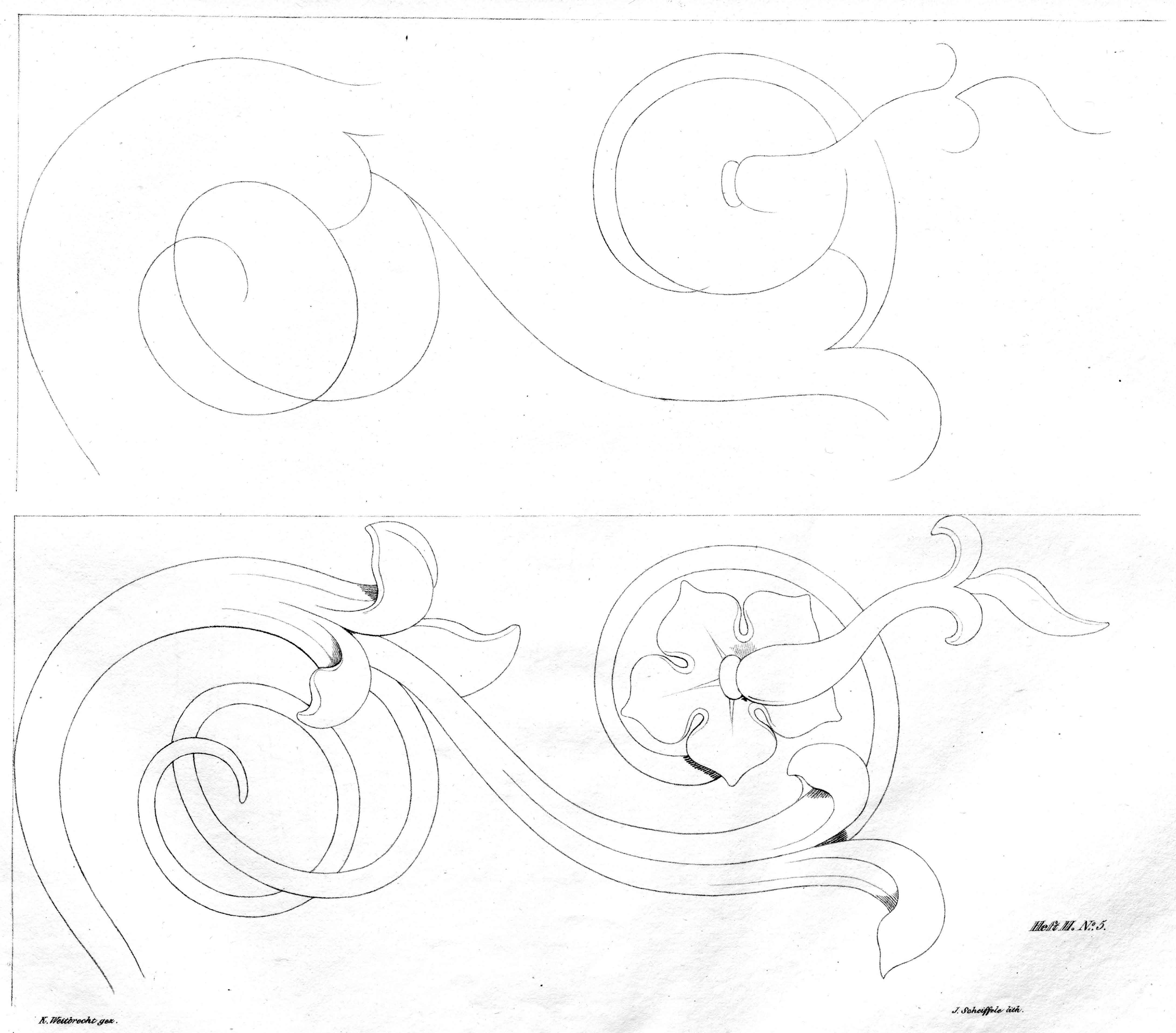
Ornamenten-Zeichnungs-Schule, Blatt 25.
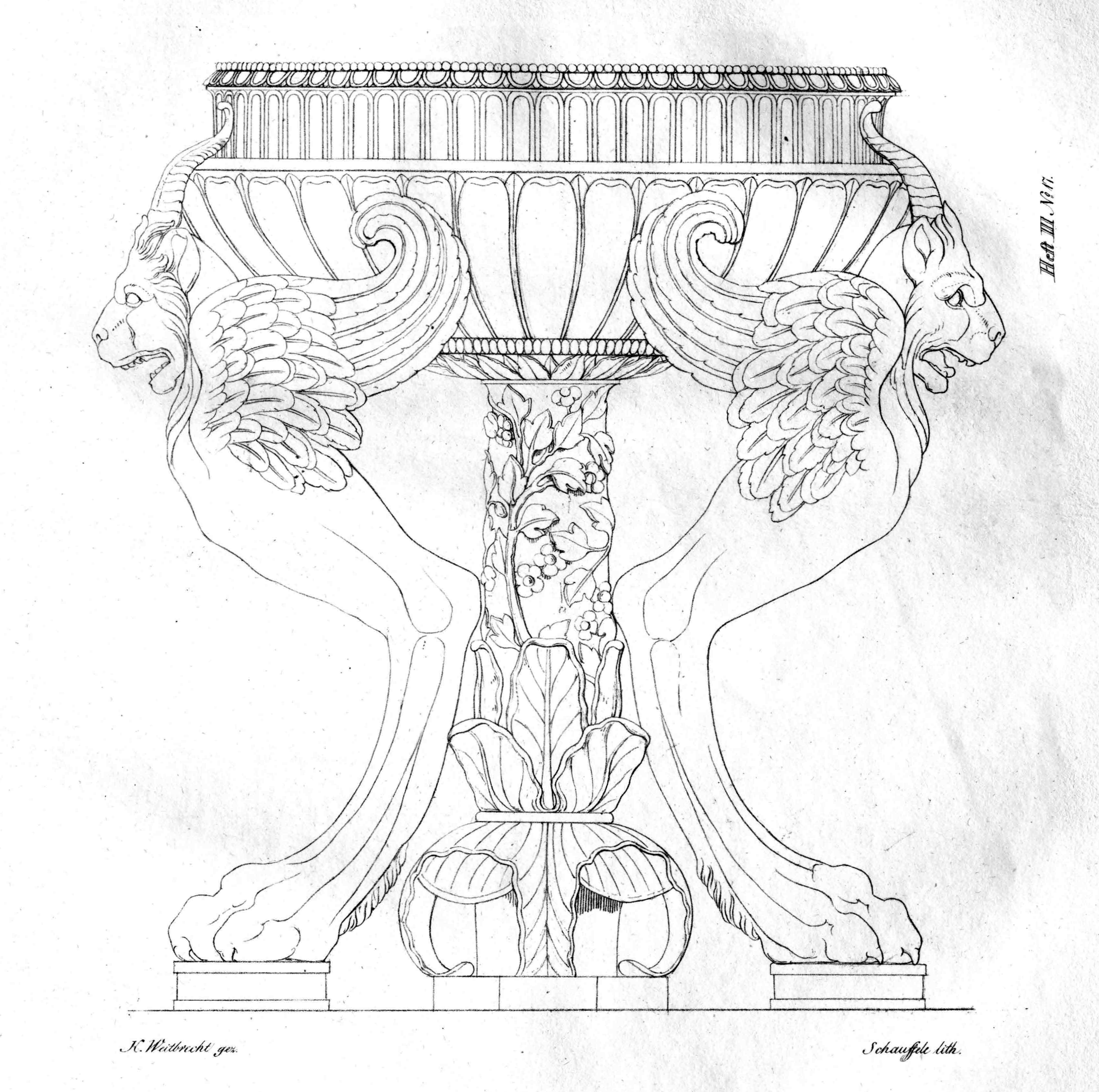
Blatt 57.
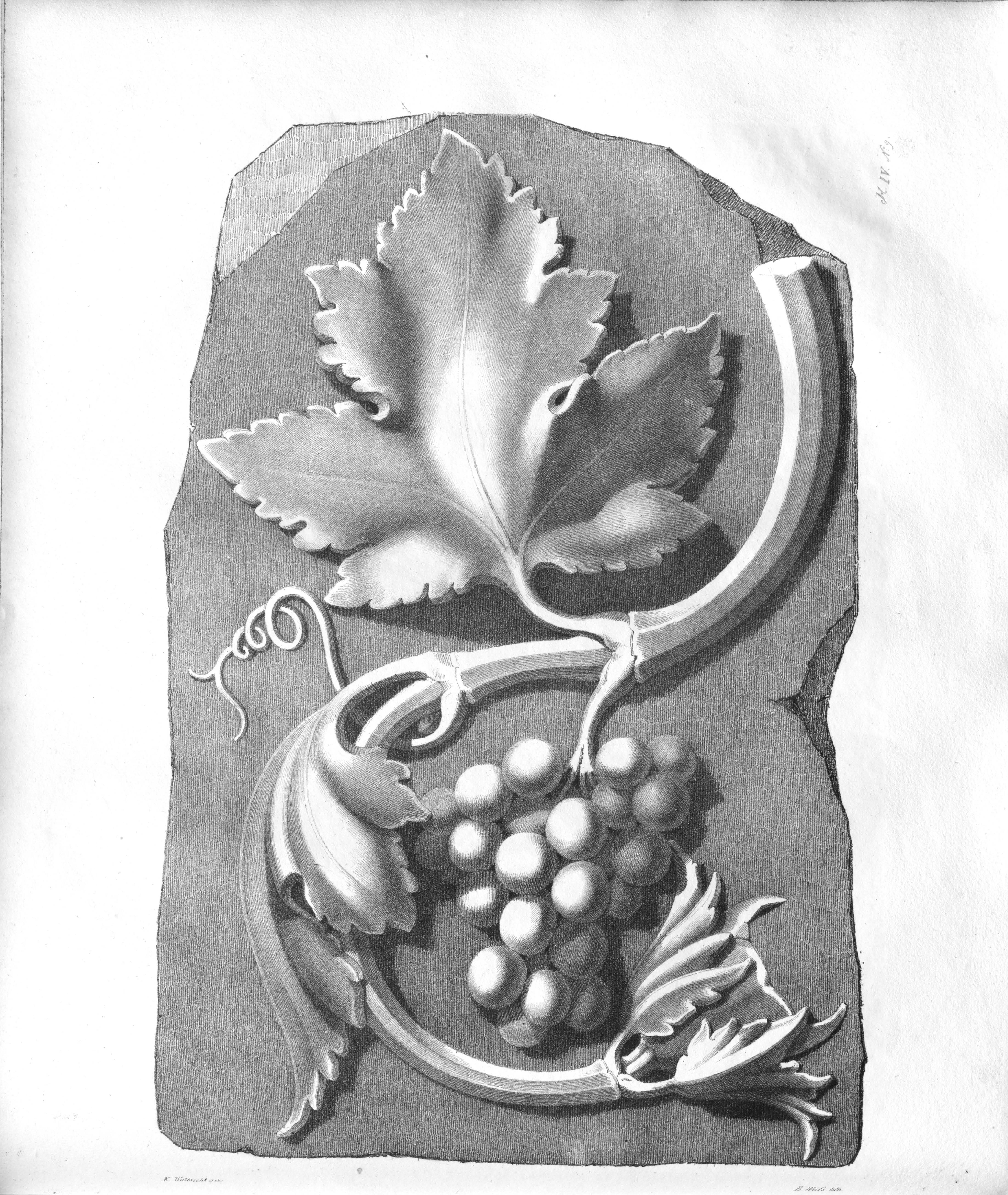
Blatt 69.
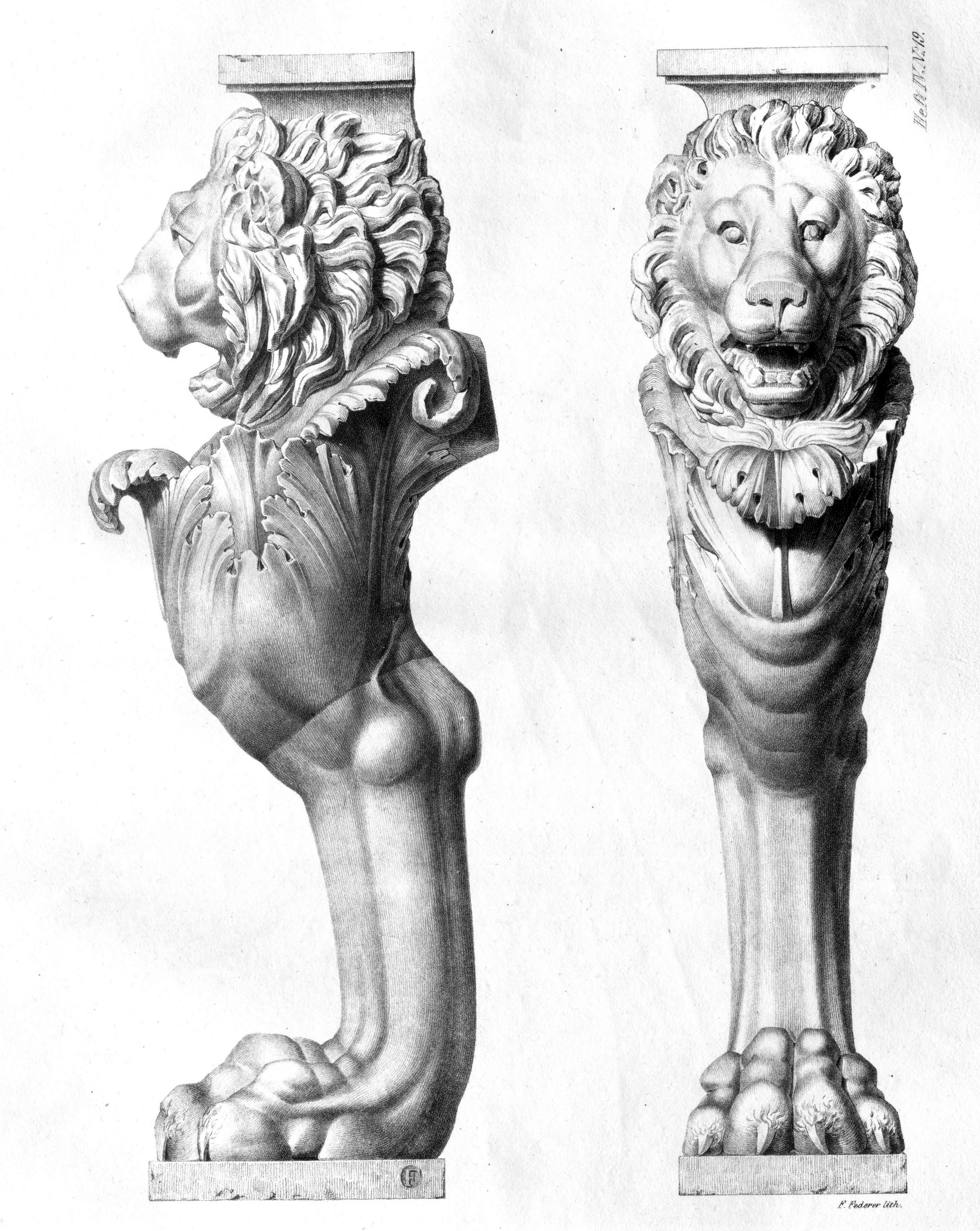
Blatt 79.

- Conrad Weitbrecht: Die Hausfrau als Basrelief-Fries : in siebenzehn Darstellungen. Erfunden und gezeichnet von Professor Weitbrecht, mit erklärendem Text von F. L. Bührlen. Stuttgart : Brodhag, 1838.
- Conrad Weitbrecht: Die vier Jahreszeiten : eine Folge ländlicher Darstellungen / componiert und grössten Theils in Basrelief ausgeführt als Fries in dem Königlich Württembergischen Landhaus Rosenstein von Conrad Weitbrecht.  Stuttgart : Cotta, 1850.
- Hermann Baumhauer: Conrad Weitbrecht, Wasseralfinger Studien : 1823–1832. Wasseralfingen : Schwäbische Hüttenwerke, 1961.

### Biographische Artikel
- Weitbrecht, Konrad. In: Hans Vollmer (Hrsg.): Allgemeines Lexikon der Bildenden Künstler von der Antike bis zur Gegenwart. Begründet von Ulrich Thieme und Felix Becker. Band 35: Waage–Wilhelmson. E. A. Seemann, Leipzig 1942, S. 347–348 (biblos.pk.edu.pl).
- Georg Kaspar Nagler: Weitbrecht, Conrad. In: Neues allgemeines Künstler-Lexicon, Band 21. München: Fleischmann, 1851, Seite 264–266, pdf.
- Adolf Schahl: Konrad Weitbrecht, ein Bildhauer des Spätklassizismus, 1736–1836. In: Robert Uhland (Herausgeber): Lebensbilder aus Schwaben und Franken, Band 15, 1983, Seite 224–238. – Mit Literatur- und Bildnisverzeichnis.
- August Wintterlin: Weitbrecht, Georg Konrad. In: Allgemeine Deutsche Biographie (ADB). Band 41, Duncker & Humblot, Leipzig 1896, S. 620–622.
- August Wintterlin: Der Bildhauer Georg Konrad Weitbrecht : ein Beitrag zur Geschichte des württembergischen Kunstgewerbes, 1796–1836. In: Württembergische Vierteljahrshefte für Landesgeschichte, Neue Folge, Band 5, 1896, Seite 333–359. – Separatdruck: Stuttgart : Kohlhammer, 1896.

### Leben und Werk
- Werner Bieg: Conrad Weitbrecht : 1796–1836; Leben und Werk. Zur Sonderausstellung des Museums Wasseralfingen aus Anlass des 200. Geburtstages von Conrad Weitbrecht, 20. Oktober bis 17. November 1996. Aalen, 1996.
- Ulrike Gauss: Die Zeichnungen und Aquarelle des 19. Jahrhunderts in der Graphischen Sammlung der Staatsgalerie Stuttgart. Bestandskatalog bis Dezember 1975. Stuttgart : Staatsgalerie Stuttgart, 1976, Seite 221–224, Abbildungen Nummer 1621–1627.
- Adolf Haakh: Beiträge aus Württemberg zur neueren Deutschen Kunstgeschichte. Stuttgart : Bruckmann, 1863, Seite 347–348, 355–356, 357–359, pdf. – Briefe von Eberhard Wächter über Conrad Weitbrecht an Karl Friedrich Emich von Uexküll-Gyllenband.
- Christian von Holst (Herausgeber): Schwäbischer Klassizismus zwischen Ideal und Wirklichkeit, Katalog. Stuttgart 1993.
- Fritz Hellwag: Wasseralfinger Eisengussreliefs. In: Kunstgewerbeblatt, Band 24, 1913, Seite 1–2, pdf.
- Christian von Holst (Herausgeber): Schwäbischer Klassizismus zwischen Ideal und Wirklichkeit, Katalog. Stuttgart 1993, Seite 68, 430–437.
- August Lämmle: Das Herz der Heimat; eine Aussteuer aus dem schwäbischen Hausgut für unsere Söhne und Töchter daheim und draussen. Mit [33] Bildern von Conrad Weitbrecht. Stuttgart : Steinkopf, 1942.
- Landesmuseum Württemberg: Das Königreich Württemberg 1806–1918, Monarchie und Moderne. Ulm : Süddeutscher Verlag, 2006, Seite 306–307.
- Fritz Mayer: Lebens-Skizze von Conrad Weitbrecht. In: #Weitbrecht 1877, Seite 1–12.
- Bertold Pfeiffer: Der Hoppenlau-Friedhof in Stuttgart. Eine Studie zum Heimatschutz.. Stuttgart 1912, Nummer 97, 262, 265.
- Adolf Schahl: Das gute Land : Leben und Arbeit in Wuerttemberg in den zyklischen Bildfolgen von Konrad Weitbrecht (1796–1836). Stuttgart : Steinkopf, 1980.
- Hans Otto Schaller: Weitbrecht und Plock. (Ausstellung bei L. Schaller). In: Württemberger Zeitung, 5. Jahrgang, Nummer 217, 16. September 1911, Seite 2–3, Nummer 223, 23. September 1911, Seite 2.
- Hans Otto Schaller: Georg Konrad Weitbrecht: 1796–1836. In: Kunst und Künstler, Band 10 1912, Seite 595–601, pdf.
- Adolf Spemann: Dannecker. Berlin : Spemann 1909, Seite 99–100, Anhang: 180.
- Conrad Weitbrecht: Ausstellung der hinterlassenen Werke von Professor Conrad Weitbrecht in den Sälen des Königsbaus : Juni und Juli 1877 / Württembergischer Kunstgewerbe-Verein. Stuttgart : Kirn, 1877.